# 흑해자
흑해자(黑孩子, 헤이하이즈)란 중화인민공화국에서 후커우가 없는 아이를 말한다. 흑호(黑户)라고도 한다. 대부분 한 아이 정책을 위반해 태어난 아이들이지만 미혼모의 2세, 중국인과 탈북자 사이의 2세인 경우 등도 있다. 1자녀 외에는 호적에 올릴 수 없어 두 번째 아이는 호적에 없는, 세상에 없는 아이로 자라면서 학교도 제대로 가지 못하고 사회보장혜택도 받지 못하는 유령같은 존재이다.
중국 국적법상으로는 중국인이기는 하나, 아무런 국민의 혜택을 받지 못하고 사실상 유령처럼 취급된다.